# سطار (فلم)
سطّار فيلم كوميديا وأكشن سعودي من بطولة إبراهيم الحجاج، وعبد العزيز الشهري، وإبراهيم الخير الله، وإخراج المخرج الكويتي عبد الله العراك. عُرض للمرة الأولى ديسمبر 2022 في مهرجان البحر الأحمر السينمائي الدولي، ثم بدأ عرضه في دور السينما في29 ديسمبر 2022. والفيلم من إنتاج شركة "أفلام الشميسي"، إحدى شركات "ستوديو تلفاز 11". وحصل فيلم سطّار على جائزة الفيلم المفضل من جوائز صناع الأفلام «Joy Awards» عام 2024م.
في مايو 2023 أعلن عن تحقيق الفيلم لرقم قياسي من بين الأفلام السعودية، وأصبح من بين أكثر خمسة أفلام ربحاً في المنطقة بأكثر من 900 ألف تذكرة مُباعة تُقدّر قيمتها بأكثر من 10 ملايين دولار.

## القصة
يحكي قصة فرصة تلوح أمام «سعد» ليحقق حلمه ويصبح أحد نجوم المصارعة، لكن الحلم سرعان ما يتحول إلى كابوس. وتبدأ القصة عندما يفقد «سعد» الأمل، بعد أن تركته حبيبته، لكن «علي هوغن» أشهر مدير أعمال مصارعين في المنطقة، يقرر استئناف حلم «سعد»، وتشجيعه على الدخول إلى عالم المصارعة والوصول إلى طريق المجد، حيث يلتقي مدربه الباكستاني «عبد الخالق» الذي يقوم بالتحضيرات الضرورية للمشاركة في البطولة الكبرى للمصارعة الحرة.

## طاقم التمثيل
- إبراهيم الحجاج (سطار).
- عبد العزيز الشهري (علي هوجن).
- إبراهيم الخير الله (عبد الخالق).
- عبد العزيز المبدل.
- شهد القفاري (فلوة).
- عبد الله الربيعة (أبو ربيعة).[6]

## الجوائز
جائزة الفيلم المفضل من جوائز صناع الأفلام «Joy Awards» عام 2024م.